# Empoasca sibirica
Empoasca sibirica är en insektsart som beskrevs av Vilbaste 1965. Empoasca sibirica ingår i släktet Empoasca och familjen dvärgstritar. Inga underarter finns listade i Catalogue of Life.